# Cañada Rosal
Cañada Rosal es un municipio español de la provincia de Sevilla, Andalucía. En 2024 cuenta con 3511 habitantes. Su extensión superficial es de 25,83 km² y tiene una densidad de 128,03 hab/km². Se encuentra situado a una altitud de 168 metros en la comarca de Écija y a 79 kilómetros de la capital de provincia, Sevilla.

## Símbolos
La bandera es de color verde olivo, con el escudo del municipio en el centro.
El escudo tiene fondo color plata, representando la paz. En la parte superior hay un olivo con un logotipo de Carlos III, rey fundador. En el centro hay dos líneas verdes en paralelo, simbolizando una cañada, que da nombre al municipio. Entre las dos líneas verdes hay seis palmas que representan seis países de donde vinieron los primeros colonos. En la parte inferior hay un rosal con tres ramas y tres rosas, dos de las cuales están separadas del rosal, representando la ruptura con el fuero en 1835 y la segregación de La Luisiana en 1986. La rama entera con la rosa representa la libertad y la sangre derramada por los primeros colonos.

## Geografía
| Noroeste: Palma del Río (Córdoba) | Norte: Palma del Río (Córdoba) | Noreste: Écija |
| Oeste: Écija (por enclave)        | Puntos cardinales              | Este: Écija    |
| Suroeste: Écija (por enclave)     | Sur: La Luisiana               | Sureste: Écija |

## Historia

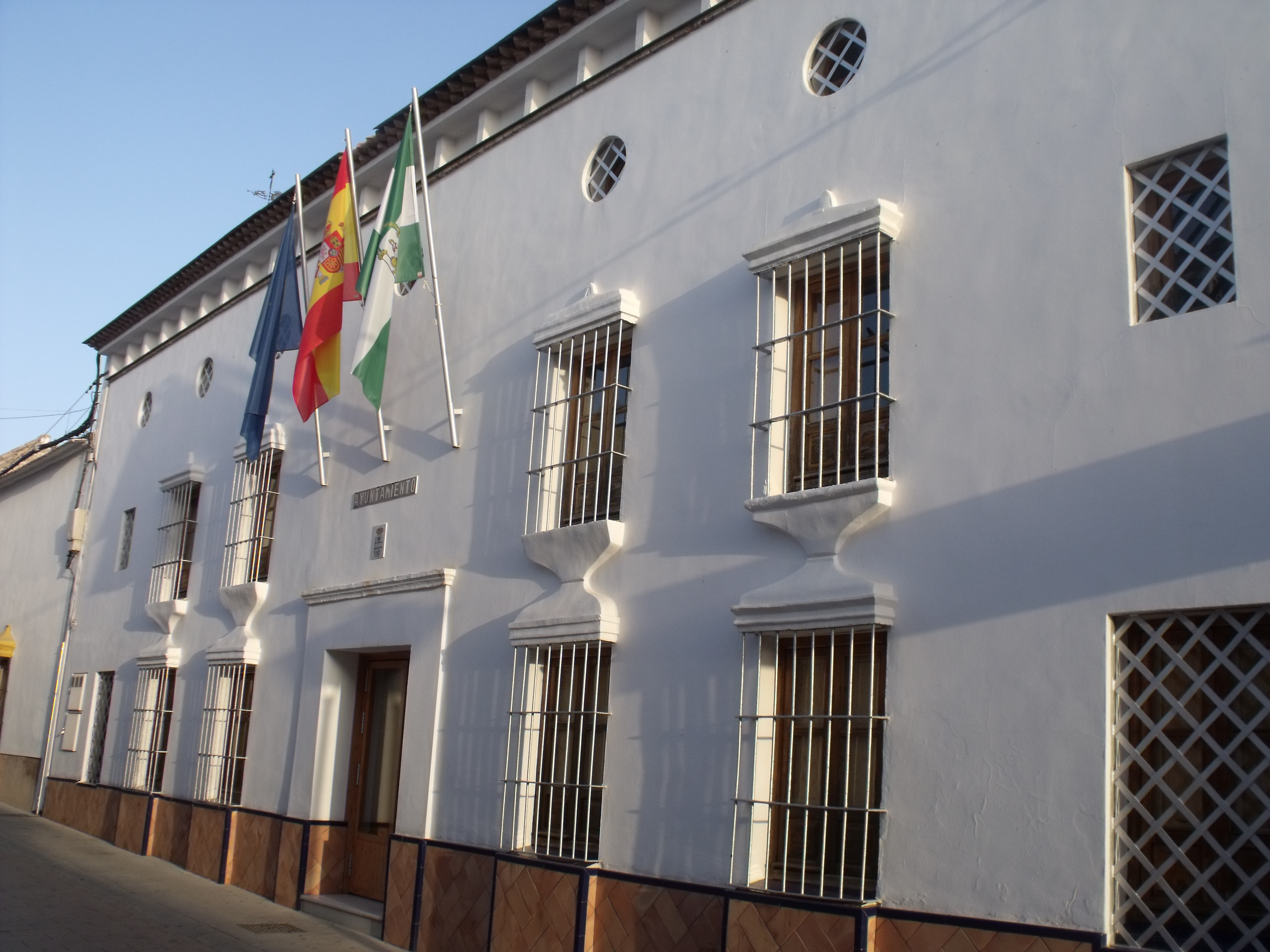
Casa consistorial. Originalmente fue una casa de labranza, propiedad de Juan Fernández Ruiz y Amalia Hans Pistón. Luego fue cuartel de la Guardia Civil hasta 1992, cuando, tras una intensa rehabilitación, pasó a ser la sede del Ayuntamiento de Cañada Rosal.

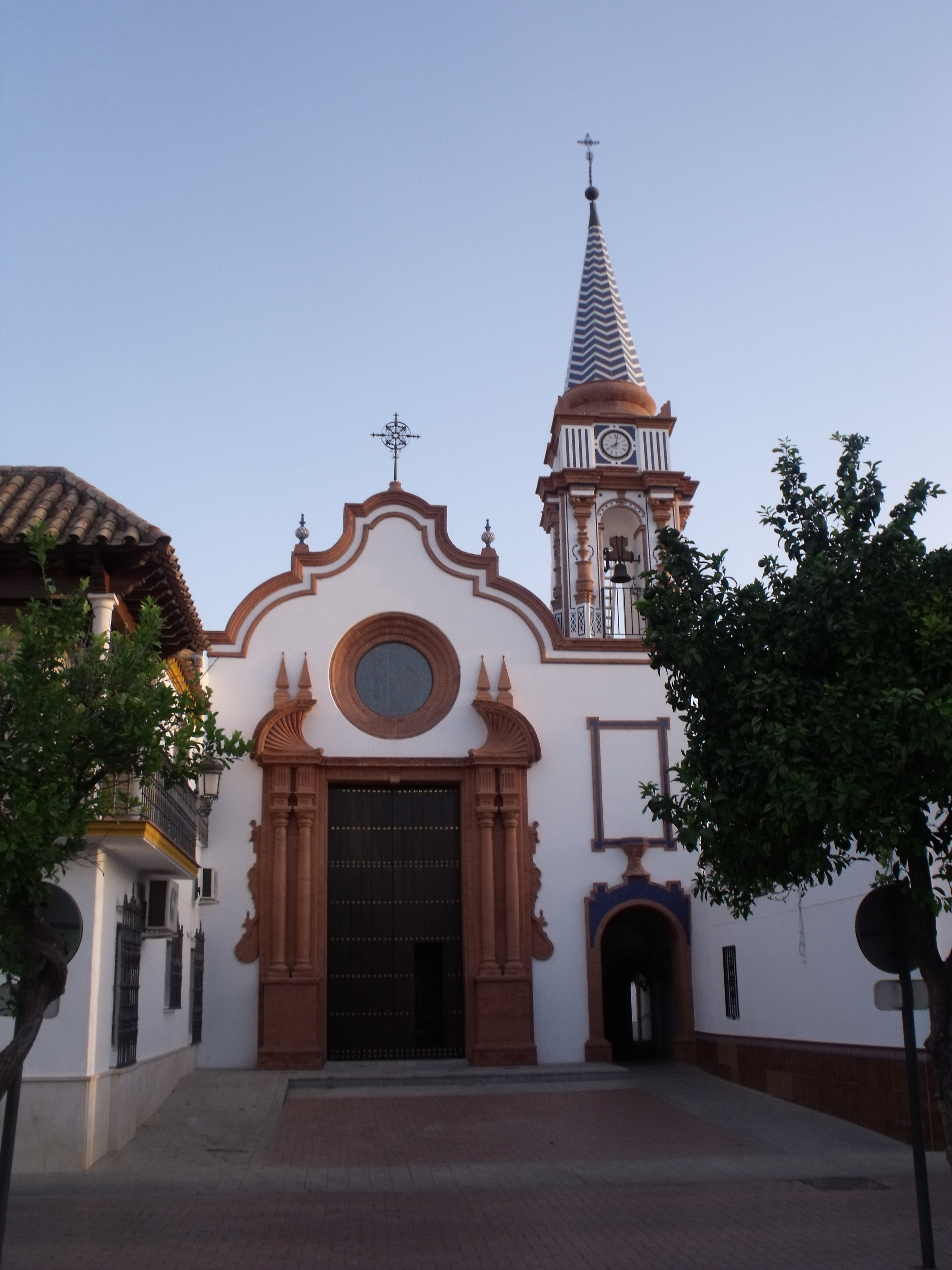
Iglesia de Santa Ana, reformada en 2014.

Cañada Rosal fue fundada en el marco de las Nuevas Poblaciones de Sierra Morena y Andalucía, en el siglo XVIII, con el superintendente Pablo de Olavide, reinando Carlos III.
En 1768 fue fundada La Luisiana con 9161 fanegas de las dehesas de Yeguas y Mochales, y con más 905 fanegas del Cortijo de la Orteguilla, propiedad del marqués de Peñaflor, el cual recibió a cambio las tierras del barranco Bermejo, colindantes con su cortijo del Alamillo al que las incorporó. Los primeros colonos de esta zona, traídos por Gaspar de Thürriegel y, en menor medida, por Joseph Yauch, provenían de Alemania (Palatinado), Austria, Flandes, Francia (Salm-Salm, Alsacia y Lorena), Luxemburgo, Suiza (área del lago de Constanza y cantones de Uri, Lucerna, Zúrich y Soleura) e Italia.
El lugar donde se creó la Cañada Rosal fue localizado por el comandante civil de La Luisiana, Ceferino Ximénez, el 16 de julio de 1769. Este escribió a Fernando de Quintanilla, subdelegado de Nuevas Poblaciones de Andalucía, lo siguiente:

Una buena porción de tierras llamadas de Cañada Rosal con un gran pozo de agua, otra fuente, un arroyo permanente, varios pedazos grandes desmontados por pelentrines de Écija, una fuente que llaman de la Alcoba y el pozo de los Albercones; todo el terreno vestido de palma y malezas a propósito para barracas, cuyas tierras son de la mejor calidad. Sería útil se ocupasen y poblasen estas tierras, ya sea haciendo un nuevo pueblo en esta cañada o una aldea dependiente de este [La Luisiana], cuya situación tengo bien reconocida y aunque se coloquen otras setenta familias en este sitio queda para la servidumbre de los ganados de Écija una legua larga en cuadro de baldío

Finalmente, se decidió crear en este lugar un núcleo de población dependiente de La Luisiana. Cañada Rosal fue fundada con colonos extranjeros y esto puede apreciarse en la actualidad en los apellidos de algunos de sus habitantes: Fílter, Rúger, Hans, Hebles, Duvisón, Delis, Chambra, Bacter, Balmont, Pigner, Uber, Ancio y Pistón.
Los comienzos no fueron fáciles. En el verano de 1769 comenzaron epidemias que azotaron con especial intensidad la zona de La Luisiana y Fuente Palmera, dejando una gran mortandad. A esto hubo que añadir el calor del verano, al cual los colonos no estaban a costumbrados, y el duro trabajo de desmonte. Los colonos también tuvieron que enfrentarse a incendios de casas y robos de ganado perpetrados por algunos ecijanos, que estaban enemistados con ellos porque para fundar las Nuevas Poblaciones de Andalucía les habían arrebatado el 65% de sus baldíos, que usaban para pastos, para conseguir madera, para fabricar carbón, etcétera. La pacificación fue favorecida por una Real Cédula de Carlos III del 17 de octubre de 1769 que imponía duras penas a los hostigadores.
Las Nuevas Poblaciones de Sierra Morena y Andalucía se regían por un fuero propio, promulgado en 1767, que estuvo en vigor hasta 1835. Tras esto se constituyó el Ayuntamiento de La Luisiana, integrado en la provincia de Sevilla.
En 1851 Cañada Rosal inició los trámites para separarse de La Luisiana, aunque entonces el proyecto no prosperó.
En el último cuarto del siglo XIX Cañada Rosal consiguió que se contratase a un médico con residencia permanente en la localidad, un botiquín con las medicinas necesarias, la construcción de una fuente pública, la reparación del cementerio, el arreglo de varias calles y una plaza y la contratación de un cartero.
En 1905 Cañada Rosal adquirió más protagonismo municipal, ya que el número de habitantes que contribuían a las arcas municipales era mayor aquí, con 14 personas, que en el núcleo de población de La Luisiana, con solamente 10. En el siglo XX llegaron a la alcaldía vecinos de la Cañada Rosal, cosa que nunca antes había ocurrido.
Al comienzo de la Guerra Civil, Cañada Rosal quedó durante una semana en manos de los Comités de Defensa de la República. Finalmente, fue tomada por las tropas nacionales, llegadas desde Écija, el 25 de julio de 1936. El cabo Moyano quemó el pueblo y se llevaron a cabo ejecuciones en la tapia del cementerio.
El 26 de julio de 1964 la iglesia de la Cañada Rosal pasó a tener el rango de parroquia. Ese mismo año, en los locales de la Casa Rectoral, se creó el primer teleclub de la provincia de Sevilla.
En la década de 1970 empezaron a desarrollarse cooperativas en la localidad. En 1977 se constituyó una cooperativa de punto y costura. En 1978 se fundó en el despacho del párroco una cooperativa de fabricación de envases, COENCA, que en 2016 daba trabajo ya a 200 personas y exportaba sus productos a Centroeuropa, Brasil y Estados Unidos.
El 27 de agosto de 1986 el Consejo de Gobierno de la Junta de Andalucía aprobó el decreto de segregación de Cañada Rosal del municipio de La Luisiana.
Cañada Rosal es localidad de paso del Camino de la Frontera hacia Santiago de Compostela.

## Geografía humana

### Demografía
Cuenta con una población de 3410 habitantes (INE 2024).
| Gráfica de evolución demográfica de Cañada Rosal entre 1991 y 2021 |
| |
| Población de derecho según los censos de población del INE Población de hecho según los censos de población del INEEntre el censo de 1991 y el anterior, aparece este municipio porque se segrega del municipio 41056 (La Luisiana) por Dto. 224/1986 de 27.agosto |

| Gráfica de evolución demográfica de Cañada Rosal entre 2006 y 2021     |
|                                                                        |
| Población residente (2006-2021) según los censos de población del INE. |

## Gastronomía
- Papas con pena
- Migas
- Sopa de pimientos y tomates
- Bacalao con tomate
- Gazpacho de habas
- Tortas Mantecas
- Pestiños
- Aceitunas aderezadas
- Gaspacho claro
- Cocido
- Guiso de arroz con gallo
- Rebanadas de pan frito
- Ayullo
- Salmorejo
- San Jacobo

## Fiestas
- Cabalgata de Reyes Magos el 5 de enero.[1]
- Carnaval.[1]
- Semana Santa: el Miércoles Santo procesiona la Hermandad de los Niños, el Viernes Santo procesiona el Cristo de la Misericordia y la Virgen de los Dolores y el Sábado Santo procesiona el Santo Entierro y la Virgen de la Soledad.[1]
- Huevos Pintados: fiesta de origen centroeuropeo que se celebra el Domingo de Pascua de Resurrección en la plaza de Santa Ana. Hay  banderas de los países de origen de los primeros colonos, los vecinos se visten con ropas de época, se toca música del siglo XVIII y se llevan a cabo actividades lúdicas en el municipio. Se exponen huevos pintados por alumnos de los centros educativos y por voluntarios del pueblo.[1]
- Romería de la Virgen Milagrosa: el tercer domingo de mayo se celebra una misa en la iglesia de Santa Ana y se lleva la Virgen Milagrosa a su ermita, ubicada en la finca municipal La Suerte.[1]
- Feria de San Joaquín y Santa Ana: tiene lugar del 24 al 27 de julio y se hace en honor a los patrones del municipio. Se organizan actividades lúdicas, como la suelta de vaquillas en la mañana del 26 de julio. Tiene lugar una procesión de las imágenes de estos santos.[1]
- Fiesta de la Segregación: cada 27 de agosto se conmemora la segregación de la Cañada Rosal del municipio de La Luisiana. Se lee en público el Decreto de Segregación aprobado por la Junta de Andalucía de 1986 y el preámbulo del Fuero de las Nuevas Poblaciones de 1767. Se realizan exposiciones, conciertos y actividades deportivas.[1]